# Amorphophallus decus-silvae
Amorphophallus decus-silvae is een plant uit de aronskelkfamilie. Hij groeit in het wild alleen op het eiland Sumatra. 

## Bloei
De plant bloeit alleen in een omgeving waar het zeer warm en redelijk vochtig is. De bloei kent een vrouwelijke fase en een mannelijke fase. In bloei heeft de plant een lange stengel met daarop een fallusachtig deel van ongeveer een halve meter. Tijdens de vrouwelijke bloeiwijze warmt de bloeikolf (het witte, fallusvormige gedeelte van de bloeiwijze) op en verspreid deze een penetrante geur die geassocieerd wordt met rottend vlees. Vliegen en andere bestuivers vinden deze geur lekker en komen massaal op de plant af. Hierna volgt de mannelijke bloeiwijze waarbij de plant stuifmeel aanmaakt dat verspreid wordt door de insecten.
De plant bloeit zelden en slechts enkele dagen. Doordat de plant zelf ook zeldzaam is en maar weinig botanische tuinen Amorphophallus decus-silvae in hun collectie hebben is het waarnemen van een bloeiende plant zeer bijzonder. In jaren dat de plant niet tot bloei komt, verzamelt deze energie door alleen blad te maken en voedsel op te slaan in een knol.

## Hortus botanicus Leiden
De Hortus botanicus in Leiden is in het bezit van een exemplaar van zes jaar oud. Op vrijdag 22 oktober 2021 stond deze plant in bloei.
Ook in 1993 en 1997 had de tuin een andere plant van dezelfde soort die bloeide. Aangezien men geen twee gelijktijdig bloeiende planten heeft, kan er geen bestuiving plaatsvinden van een andere plant. Hierdoor wordt het stuifmeel opgevangen voor later gebruik of om het op te sturen naar andere botanische tuinen. 